# Фран Монрой
Франсиско Хосе Монрой Алонсо або просто Фран Монрой (ісп. Francisco (Fran) José Monroy Alonso, нар. 25 лютого 1997, Віго, Мурсія, Іспанія) — іспанський футболіст, півзахисник клубу «Агробізнес» (Волочиськ).

## Життєпис
Народився в місті Віго, область Мурсія. Вихованець молодіжних команд «Леванте» та «Сельти».  Дорослу футбольну кар'єру розпочинав у клубах Терсери «Ароса», «Орденес» та «Сомосас». Напередодні старту сезону 2018/19 років підписав контракт з представником Сегунди ФК «Алькоркон», проте через величезну конкуренцію в складі за першу команду не грав. Натомість виступав за другу команду, у футболці якої дебютував 26 серпня 2018 року в програному (0:3) домашньому поєдинку 1-о туру Терсери проти «Санта-Ани». Фран вийшов на поле на 55-й хвилині, замінивши Іларіо. Дебютним голом за «Алькоркон Б» відзначився 30 вересня 2018 року на 85-й хвилині нічийного (1:1) виїзного поєдинку 6-о туру Терсери проти «Сан-Фернандо Енарес». Монрой вийшов на поле на 55-й хвилині, заміивши Іларіо. У другій команді «Алькоркона» відіграв один сезон, зіграв 33 матчі та відзначився 6-а голами.
У середині вересня 2019 року вільним агентом перейшов до «Агробізнеса». У футболці волочиського клубу дебютував 20 вересня 2019 року в переможному (2:1) домашньому поєдинку 10-о туру Першої ліги проти краматорського «Авангарду». Фран вийшов на поле на 63-й хвилині, замінивши Віталія Грушу.